# Clione limacina
Clione limacina és una espècie que també es coneix com a àngel marí o àngel de mar. És un llimac de mar pelàgic que es pot trobar a la columna d’aigua de 0 fins a 500 metres de profunditat.
Pertany al fílum dels mol·luscs, classe dels gastròpodes, ordre dels pteròpodes (peu en forma d’ales) i subordre dels Gymnosomata (cos (soma) nu (gymnos)).

## Etimologia
El nom del gènere Clione prové de la oceànide anomenada Clio, filla d’Oceà, qui representava el mar més enllà del mediterrani “L’oceà mundial” i Tetis, que representava la faceta fèrtil de totes del aigües. aigües del món, sobretot la faceta fèrtil de l'aigua. Limacina és el diminutiu de la paraula llatina Limacia, la qual es podria traduir per llefiscós o bavós.

## Subespècies i distribució
S'han descrit 2 subespècies de Clione limacina:
- Clione limacina australis amb distribució a l'hemisferi boreal.
- Clione limacina limacina amb distribució a l'hemisferi austral.[3]

Alguns autors també inclouen com a subespècie Clione limacina antarctica.
Les variants de C. limacina que habiten zones polars tenen una mida de 75 a 80 mm de longitud mentre que les variants més temperades poden assolir els 12 mm.
En la península Ibèrica ha estat citada en la costa portuguesa i a Catalunya (plataforma continental front les costes del Garraf).

## Morfologia

### Anatomia externa
La forma del cos és allargada, diferenciant-se una zona anterior o cap, tronc i cua o con cabal. El cos és translúcid i les vísceres rosa-ataronjades li fan adquirir aquest to general.
- Zona anterior o cap: presenta un parell de rinòfors (tentacles anteriors) retràctils amb funcions quimiorreceptores. També presenta un coll retràctil.
- Tronc: En la zona anterior del tronc hi ha un parell de parapodis que actuen com a “ales” per poder moure’s (parteixen de la zona ventral). També presenta una superfície petita ventral i triangular anomenada peu situada entre les dues aletes i posseeix dues lobulacions una mica més amples. A la zona del mig del tronc hi ha un anell de cèl·lules ciliades que faciliten la locomoció.
- Part final o cua: El tronc passa d’arrodonit a planer al final, cap a la cua o con cabal que les seves cèl·lules també disposen de cilis (interior amb esfèrules brillants).[2]

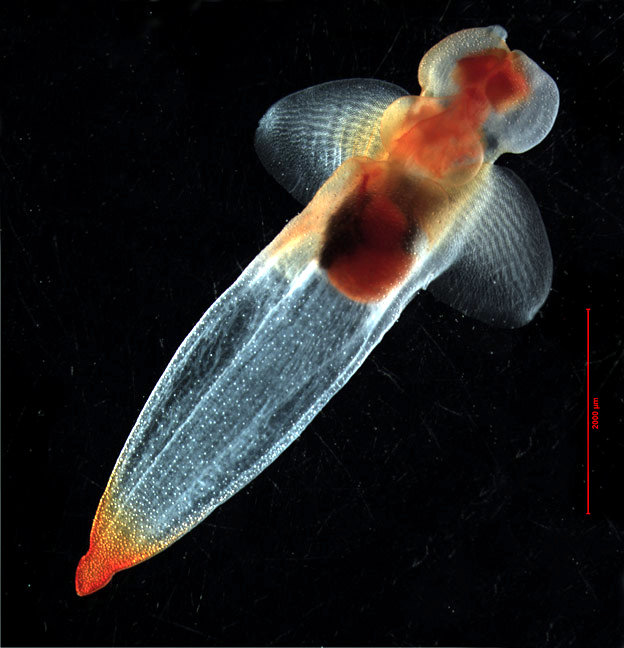
Imatge de Clione limacina amb els cons bucals retrets.

### Anatomia interna

#### Sistema digestiu
Es tracta d’una espècie carnívora altament especialitzada que s'alimenta de pteròpodes amb closca. Per a la seva captura utilitza 3 parells d’apèndixs orals que s'anomenen cons bucals (en total 6). Els cons bucals tenen una coloració ataronjada i es troben recoberts per papil·les. Més a l’interior hi ha un parell de ganxos quitinosos guardats dins seu sac.
A partir de la boca hi ha la ràdula; les glàndules salivals s'obren al costat del sac de la ràdula. La cavitat bucal dona a l'esòfag estret que està plegat per permetre la seva expansió, i aquest s'obre al gran sac digestiu. El sac o glàndula digestiva és d'un to ataronjat, però esdevé marró fosc immediatament després de l'alimentació.
A partir del sac digestiu hi ha un intestí curt amb llum ciliada que passa per la paret corporal per descarregar matèria fecal a través de l'anus.

#### Sistema circulatori
Té un sistema circulatori semi-tancat, amb alguns vasos principals que porten l'hemolimfa cap i des del cor. El cor està situat a l'esquerra dins del tronc principal amb la massa visceral. Les artèries omplen les cambres hemocel·les del cos i les venes les drenen; s'irriga l’hemocel de les ales i alguns òrgans interns. El cor consta d’una sola aurícula que recull sang d’una xarxa de sinus venosos de la paret del cos; i passa la sang al ventricle únic que la bombeja a través de l’aorta cap a un sistema d'artèries obertes. La sang surt dels extrems de l'artèria i entra a la cavitat corporal (hemocel) on es converteix en hemolimfa abans d'entrar als sinus venosos per completar el circuit.
L’òrgan renal, que aboca proper a l’anus, és un sac fi i transparent.

#### Sistema respiratori
No presenta cavitat del mantell (ni brànquies) però els grans espais sanguinis sota la superfície corporal poden tenir una funció respiratòria a mesura que l’oxigen es difon per la paret corporal.

#### Sistema nerviós
El sistema nerviós es troba diferenciat en un gangli central subdividit en ganglis i nervis: ganglis bucals, gangli cerebral, gangli pleural, gangli pedal i el gangli intestinal; tots ells interconnectats per nervis. El gangli més important per a la locomoció de C. limacina és el gangli pedal.
A grans trets el mecanisme aniria així: els estatocists, col·locats a la part dorsal del gangli pedal, envien informació al gangli cerebral. El gangli cerebral, al seu torn, envia senyals al gangli pedal que activa un seguit de motoneurones que fan que la musculatura dorsal i ventral de les ales es contregui i relaxi. Per al moviment de la cua també s'envien senyals des del gangli pedal a les motoneurones de la cua i aquestes donen les ordres a la musculatura.

#### Sistema reproductor
C. limacina és hermafrodita simultani, però alguns autors creuen que és hermafrodita protàndric, és a dir, els exemplars joves comencen com a mascles i desenvolupen els òvuls a mesura que creixen. La fecundació és interna.
Des de l'interior cap a l'exterior, el sistema reproductor segueix el següent circuit. L’ovotestis és un sac cònic que se situa darrere d'altres vísceres. La seva part central és principalment un testicle i en la perifèria hi ha acinis que contenen oòcits en desenvolupament. Aquest, a través d'un conducte hermafrodita (que es pot entendre com a vesícula seminal) porta als conductes glandulars que es divideixen en dos: la glàndula d’albúmina (hi passen tant els òvuls com els espermatozoides) i la glàndula de mucus. La glàndula d’albúmina porta a la vagina per on passaran tant els òvuls com els espermatozoides sortints. Aquests últims (espermatozoides) viatgen cap al porus genital masculí per arribar al penis que es troba dins del seu sac situat a la base del cap. La pròstata contribueix amb la seva secreció al semen abocant-lo a la beina del penis, prop de la base de l'òrgan masculí.
Per a l’esperma entrant, a la paret vaginal presenta una bossa. Propers a la vagina se situen l’anus i l’obertura renal.

## Alimentació
C. limacina és el gimnosomat més abundant del plàncton superficial d’aigües temperades i polars, sent un recurs important per a balenes i alguns peixos. És una espècie monòfaga que s'alimenta específicament de tecosomats del gènere Limacina: L. helicina en aigües fredes de l’Àrtic i en l’Antàrtida i L. retroversa en aigües temperades de tots dos hemisferis.
Els estadis larvaris primerencs de C. limacina s'alimenten de fitoplàncton, però a partir de l’últim estadi larvari passen a alimentar-se de Limacina. El desenvolupament d’aquestes dues espècies és paral·lel, és a dir, C. limacina petita s'alimenta de Limacina de mida similar, mentre que C. limacina gran evita Limacina petita (incloent estadi larvari).
C. limacina presenta en el seu cos abundants grànuls lipídics (concretament triacilglicèrids (creixement i desenvolupament) i 1-O-alkyldiacylglicerol (per períodes de manca d’aliment o reproducció sexual)) en forma d’esfèrules brillants, sintetitzats pel mateix animal, que tenen una gran importància com a recurs energètic per a la reproducció i per sobreviure durant els mesos amb escassetat d’aliment.
Els adults de Limacina (la presa) estan absents durant gran part de l’any, deixant a C. limacina sense accés a la seva font principal d’aliment. La tesi portada a terme per Kallevik, I. H. F. el 2013 va revelar que C. limacina sense Limacina adulta s'alimentava d'amfípodes i calanoides. Aquest canvi temporal de preses els pot permetre sobreviure en temps de fam. No obstant això, C. limacina pot sobreviure durant un any sense menjar: trenquen estructures corporals (com els seus òrgans sexuals) i redueixen la seva mida corporal. A més, també pot alimentar-se dels seus propis semblants en un acte de canibalisme.

### Comportament
Quan ataca a les preses, l’àngel de mar esclata en una ràpida natació, doblegant-se i fent cercles. La boca s'obre àmpliament i els cons bucals s'evaginen a causa de l’alta pressió hidroestàtica interna. Els cons bucals, recoberts de papil·les que secreten substància enganxosa, agafen la closca de Limacina. Quan la presa està en la posició correcta (amb l’obertura de la closca mirant a la ràdula de C. limacina) C. limacina agafa la presa amb els seus hams o ganxos quitinosos (que hauran sortit dels seus sacs) i extreu de la closca el cos de la presa i se l’empassa sencer. Típic dels opistobranquis, els pteròpodes s'alimenten rascant amb la ràdula evertible, una placa mòbil folrada per fileres de dents quitinoses.
Si C. limacina falla el seu objectiu, els cons bucals es retrauen quasi immediatament ('fast-strike response'). Tenen un altre mode d’alimentació que s'anomena “caça” en el qual “apunten a cegues” nedant en bucle ràpidament amb els cons bucals permanentment evaginats. Aquest mode de caça pot ser activat per teixits de presa homogeneïtzats en l’aigua i per la presència d'altres àngels marins alimentant-se. Es creu que aquest mode es desencadena per quimiorecepció.

## Locomoció
C. limacina neda en una posició que pot ser més o menys vertical gràcies als moviments rítmics de les seves “ales”. La cua s'usa com a timó per produir canvis en la direcció i el moviment del cos. La musculatura de la cua es relaxa quan la C. limacina es posa vertical. El moviment de les ales fa vuits quan el moviment es vertical. Els parapodis poden agitar-se fina 5 cops per segon donant una velocitat màxima de 10cm/s o 360m/h.

## Cicle de vida
A Svalbard (arxipèlag noruec de l'oceà Àrtic) el cicle de vida sembla ser d’uns 2 anys. Cap a la primavera-estiu ponen ous d’uns 12mm. Dels ous en surt una larva velígera (nedadora (velum) amb closca) que s'alimenta de fitoplàncton. La larva velígera pateix metamorfosi, perdent la seva closca, i es transforma en larva politroca (amb 3 bandes ciliades que li confereixen un aspecte segmentat). Per arribar a l’individu adult, aquesta pateix una elongació del cos, creixement de les ales i la desaparició de les bandes ciliades.

### Còpula
En el moment de la còpula, els exemplars de C. limacina s'enfronten pels seus costats ventrals. L’aparell copulador cefàlic (amb un òrgan accessori llarg i un penis) d’ambdós exemplars s'everteix i s'embolica al voltant de la parella i s'insereix a l’obertura genital d’aquesta. Es dona una transferència d’un espermatòfor des de l'obertura genital masculina anterior. La fecundació és recíproca. Un cop es completa el ritual, els àngels de mar es mouen en forma d’espiral per desconnectar-se.
El procés de fecundació pot durar fins a 4 hores, podent arribar a caçar mentre es produeix aquest ritual.
Vídeo de la còpula en llibertat  i vídeo de la còpula amb les parts del sistema reproductor senyalades  (per visualitzar aquest últim vídeo cal clicar a "Download file PDF" inclòs en un requadre blau).

## Impacte del canvi climàtic
L'acidificació afecta la principal i pràcticament única font d’aliment de C. limacina, és a dir, a Limacina. L'acidificació dificulta la incorporació de calci per a la formació de closques. El CO₂ és un potent estressant metabòlic, ja que força als animals a regular el seu pH intern gastant energia.
Molts mol·luscs pelàgics d’aigües fredes tenen enzims per combatre la concentració d'amoni, ja que al ser animals que acumulen lípids per a èpoques desfavorables requereixen de mecanismes per limitar els compostos tòxics que es generin del seu propi metabolisme; però C. limacina no, i és per això que és una espècie sensible a aquest compost químic.